# Chelsia Chan
Chelsia Chan Chau Ha (陳秋霞T, 陈秋霞S, Chén QiūxiáP, jyutping: Can4 Cau1 Haa4; Hong Kong, 12 novembre 1957) è una cantante, attrice e compositrice hongkonghese.

## Biografia e carriera
Chan è stata inserita dell'industria musicale dopo aver vinto il primo premio in una gara canora di Hong Kong nel 1975, alla quale aveva partecipato con la canzone in inglese Dark Side of Your Mind, le cui musiche erano state composte dalla cantante stessa con l'ausilio del suo manager di allora, Pato Leung, per il testo. La canzone sarebbe successivamente diventata uno dei suoi più grandi successi.
Nel 1976, all'età di 19 anni, ha vinto il prestigioso premio cinematografico taiwanese Golden Horse Award come "Miglior Attrice Protagonista", per il lungometraggio Qiu Xia (Chelsia My Love), il cui titolo è solo per caso omofono del suo nome di nascita.
Durante la sua carriera musicale, Chan ha spesso cantato insieme al gruppo musicale connazionale The Wynners.
Chan è sposata con Tan Sri William Cheng, presidente dell'azienda malese produttrice d'acciaio Lion Group.

## Discografia

### Album studio
- Dark Side Of Your Mind (1975)
- Chelsia My Love (1976)
- Because Of You (1977)
- Love on A foggy River (1978)
- 你不要走不要走 (1978)
- 結婚三級跳 (1979)
- 第二道彩虹 (1979)
- Fly with Love (1979)
- A Sorrowful Wedding (1979)
- Flying Home (1980)
- Poor Chasers (1980)
- 古寧頭大戰 (1980)

### Singoli
- Our Last Song Together/Where Are You? (1975)
- Little Bird ~ adapted from Kaze/Are You Still Mad At Me? (1975)

## Filmografia
- Chelsia My love (1976)
- Rainbow in My Heart (1977)
- Yi ge nügong de gushi (1978)
- Di er dao cai hong (1979)
- Aiqing pair-pair dui (1979)
- Lian aifan dou xing (1980)
- Yan er gui (1980)
- Guningtou da zhan (1980)